# Husbands Bosworth
Husbands Bosworth is een civil parish in het bestuurlijke gebied Harborough, in het Engelse graafschap Leicestershire met 283 inwoners.